# Hyundai Pony
Hyundai Pony (хангыль: 현대 포니) — субкомпактный автомобиль южнокорейской компании Hyundai Motors. Это первый серийный автомобиль южно-корейской разработки. До 2000 года под названием Pony производились также модели Hyundai Excel и Hyundai Accent.

## Первое поколение (1975—1982)
В октябре 1974 года в Турине был представлен концепт-кар с купеобразным кузовом. Первый серийный экземпляр был представлен в декабре 1975 года с кузовом седан. С мая 1976 года производился также пикап, а с апреля 1977 года — универсал.
В 1976 году автомобили экспортировались в Чили, Аргентину, Колумбию, Эквадор и Египет. С 1979 года автомобили экспортировались в Бельгию, Нидерланды и Грецию.

### Модельный ряд
- 1200: GLS/GL/Standard (Великобритания: T, L, TL, GL)
- 1400: GLS/GL (Великобритания: TL, GL, TLS, GLS)
- 1600: GLS/GL/Limited

### Галерея

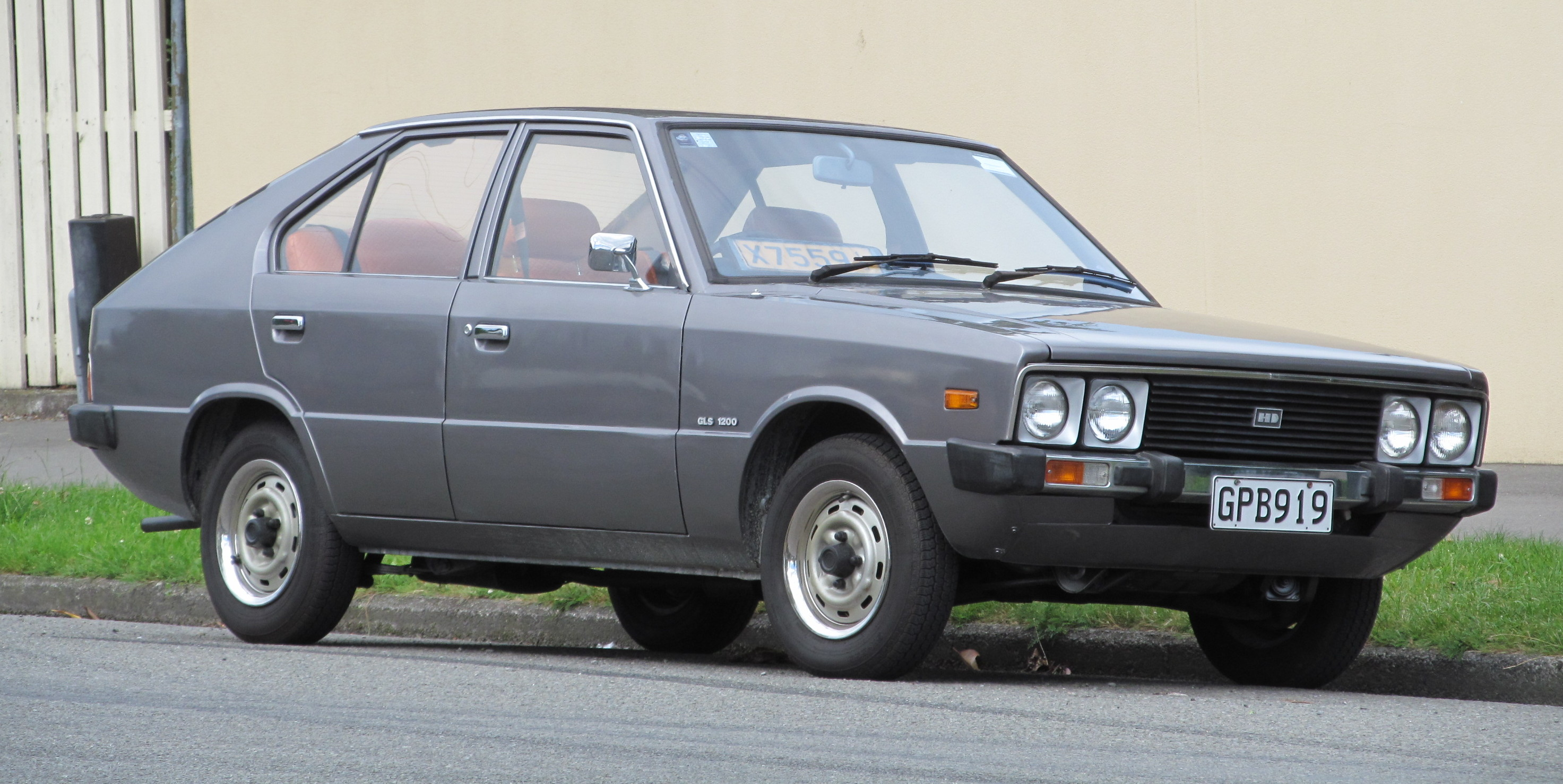
Hyundai Pony GLS
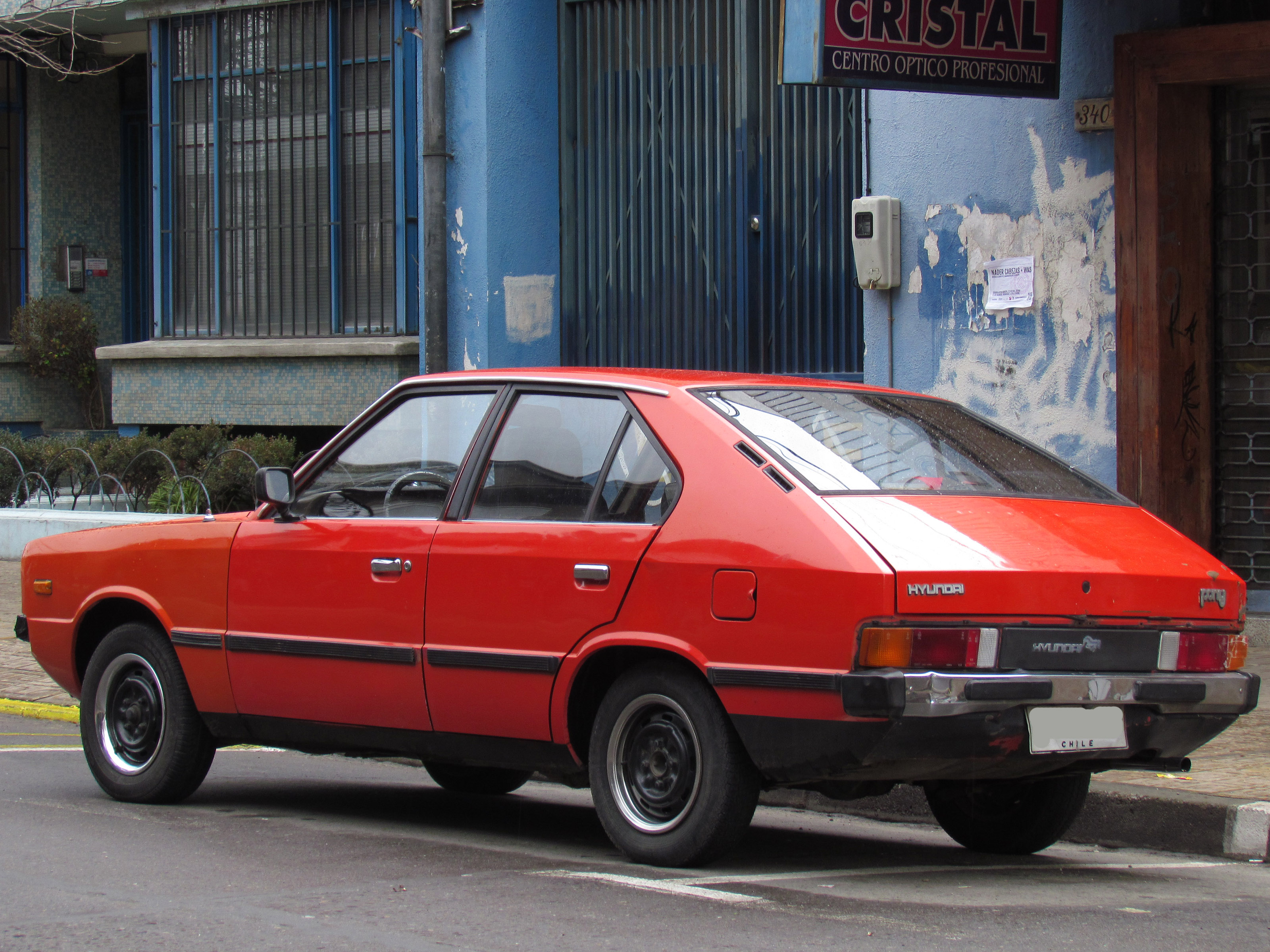
Hyundai Pony в Чили
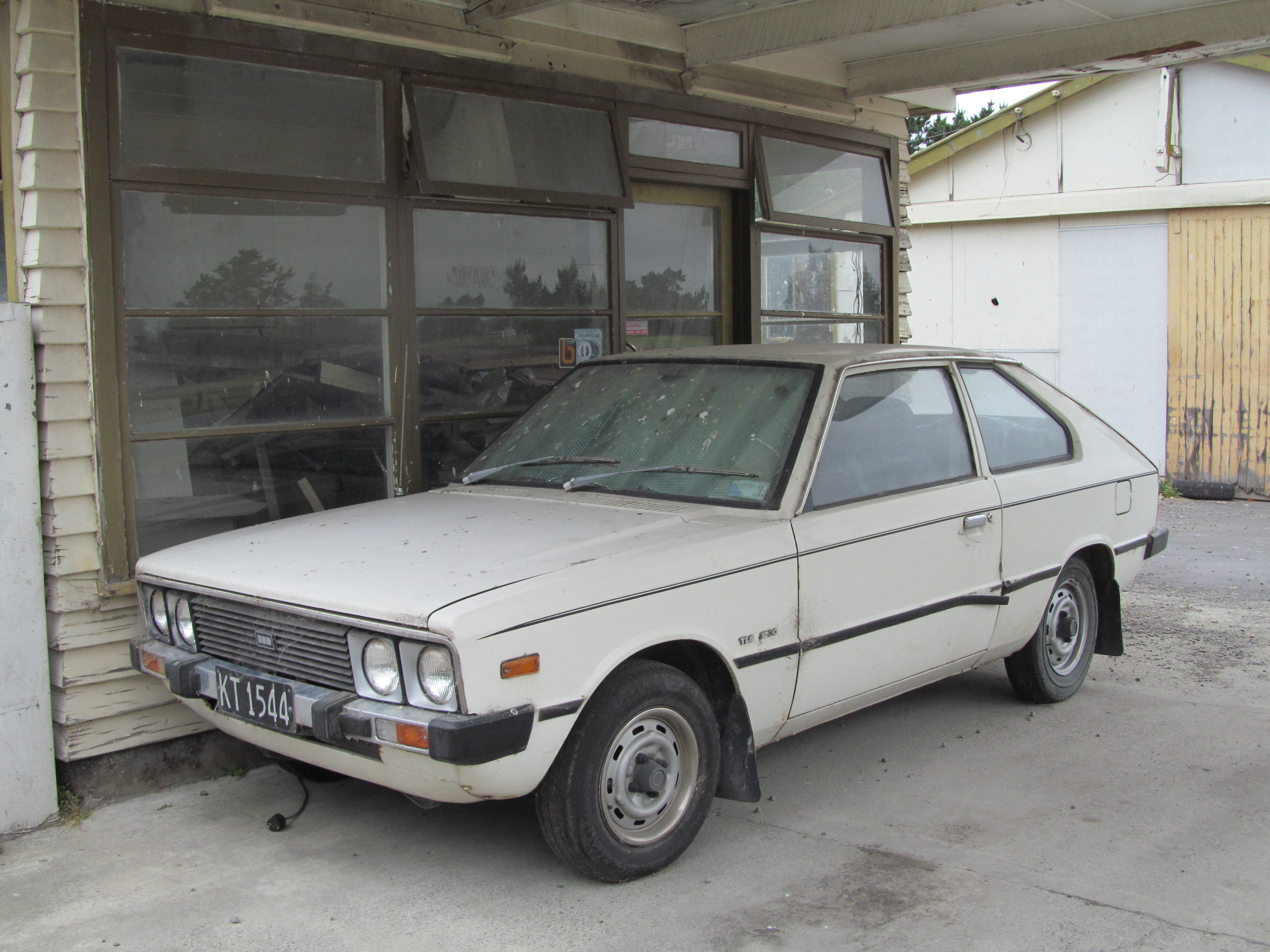
Hyundai Pony 1200 TLS
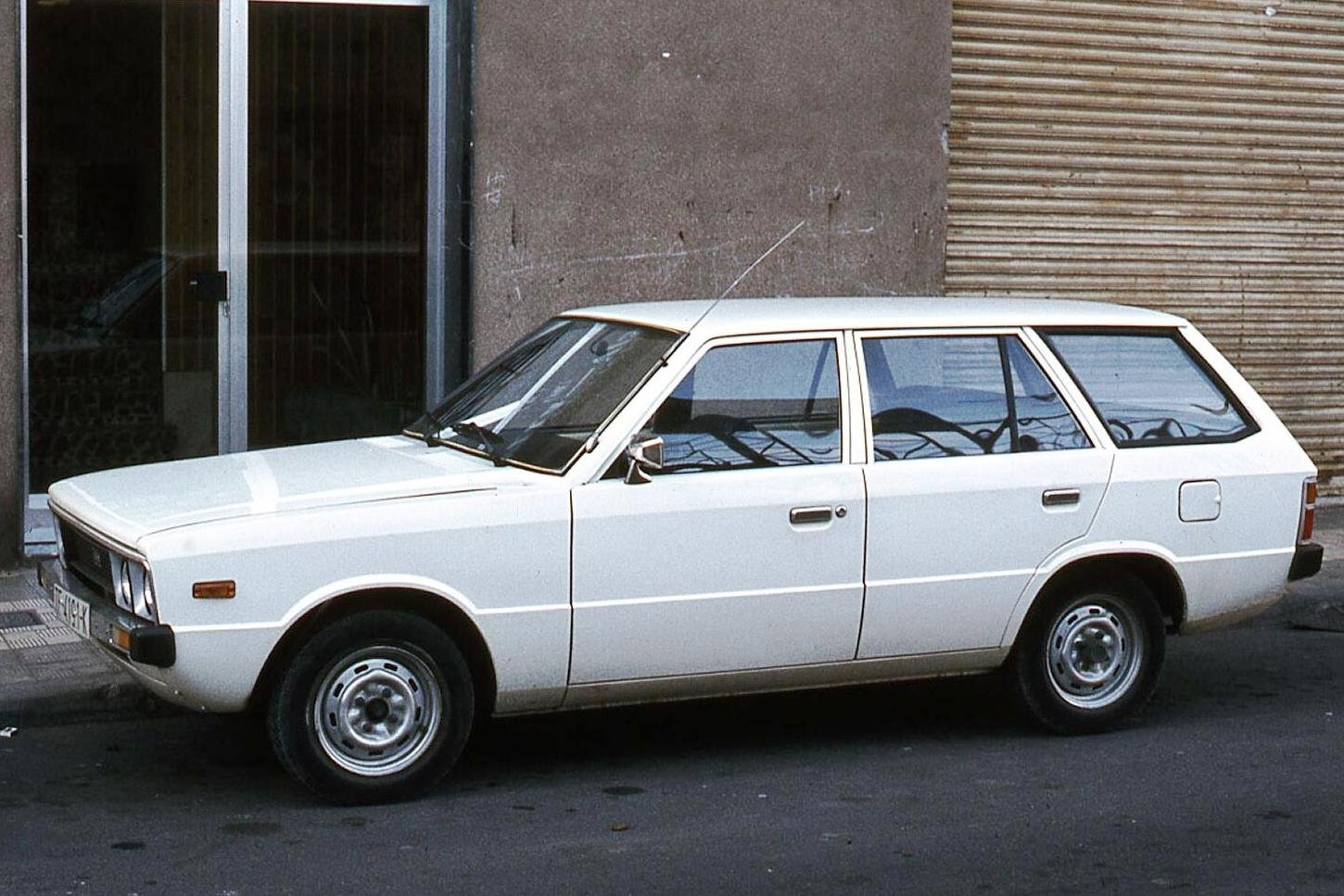
Hyundai Pony в Испании
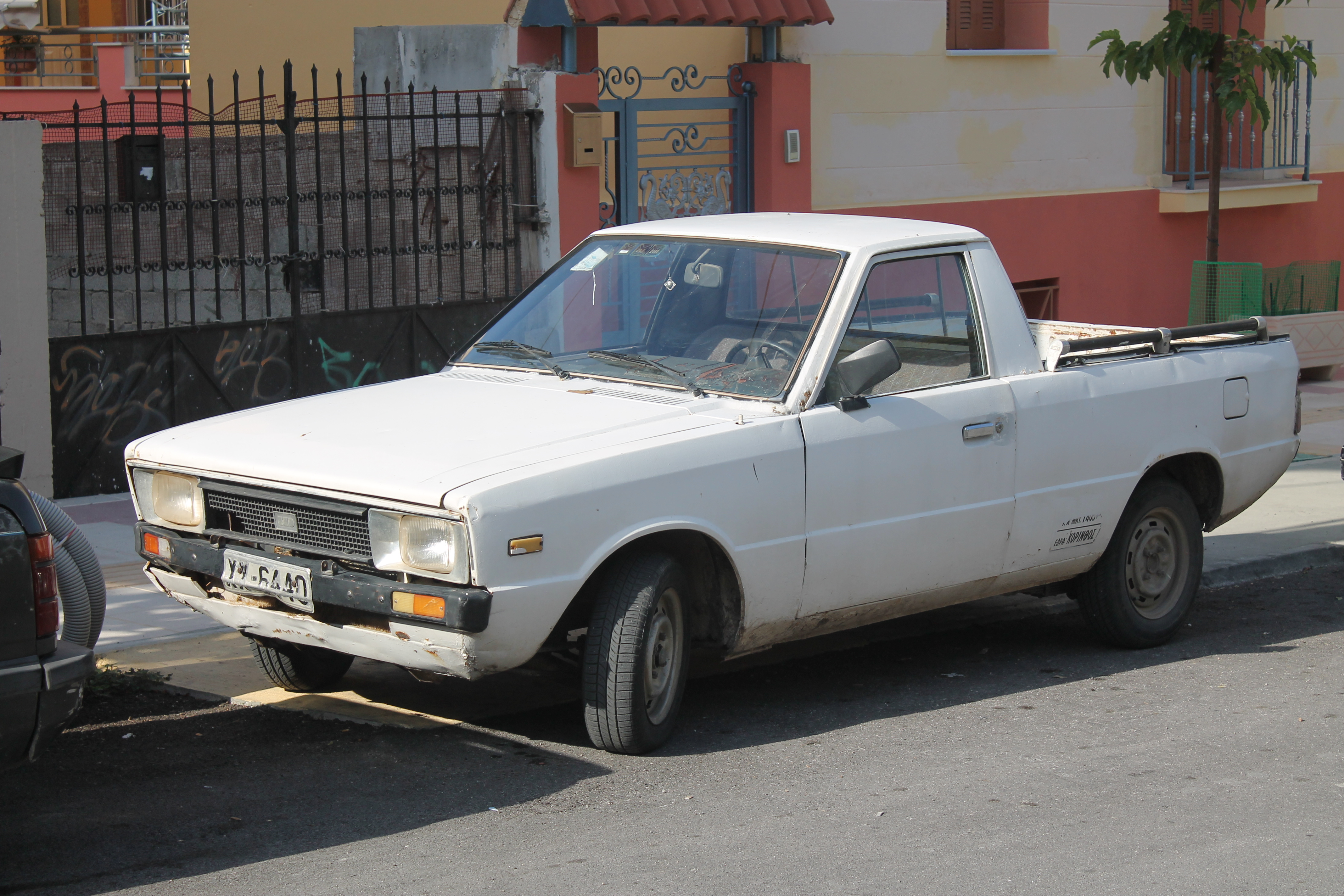
Пикап

## Второе поколение (1982—1990)
Второе поколение Hyundai Pony представляет собой рестайлинг предыдущего поколения. Весной 1982 года автомобиль экспортировался в Великобританию. В Канаду автомобиль экспортировался в 1983 году.

### Модельный ряд
- 1200: LE/L/GLX/GLS/GL/Standard
- 1400: GLS/GL/CX
- 1600: GLS/CX

### Галерея

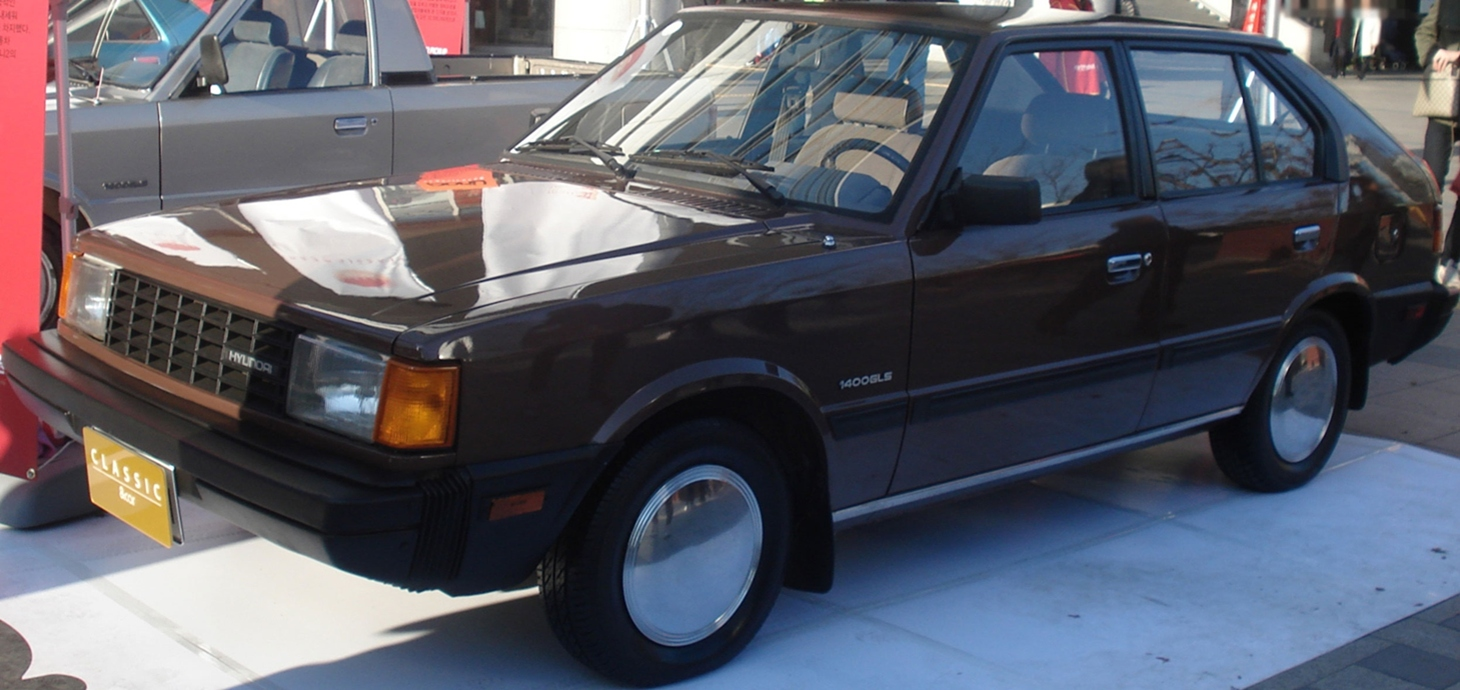
Hyundai Pony II
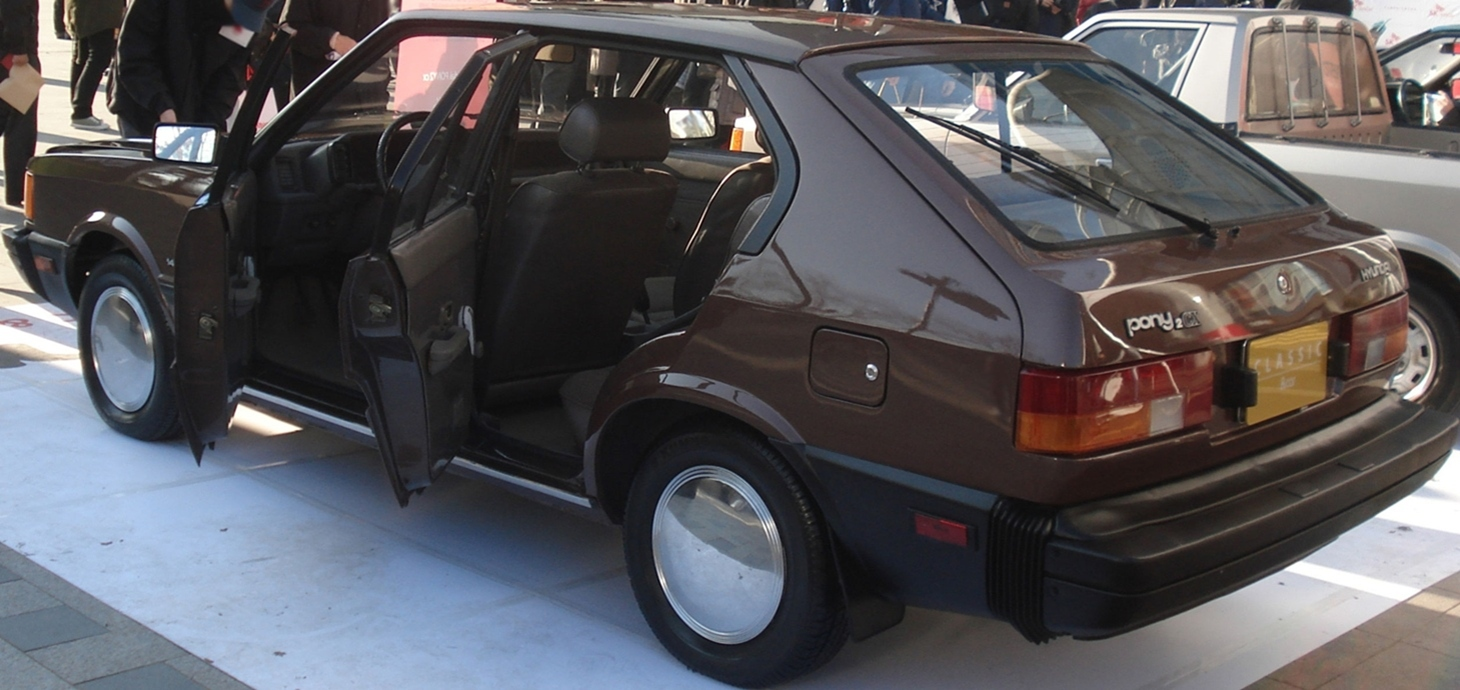
Hyundai Pony II
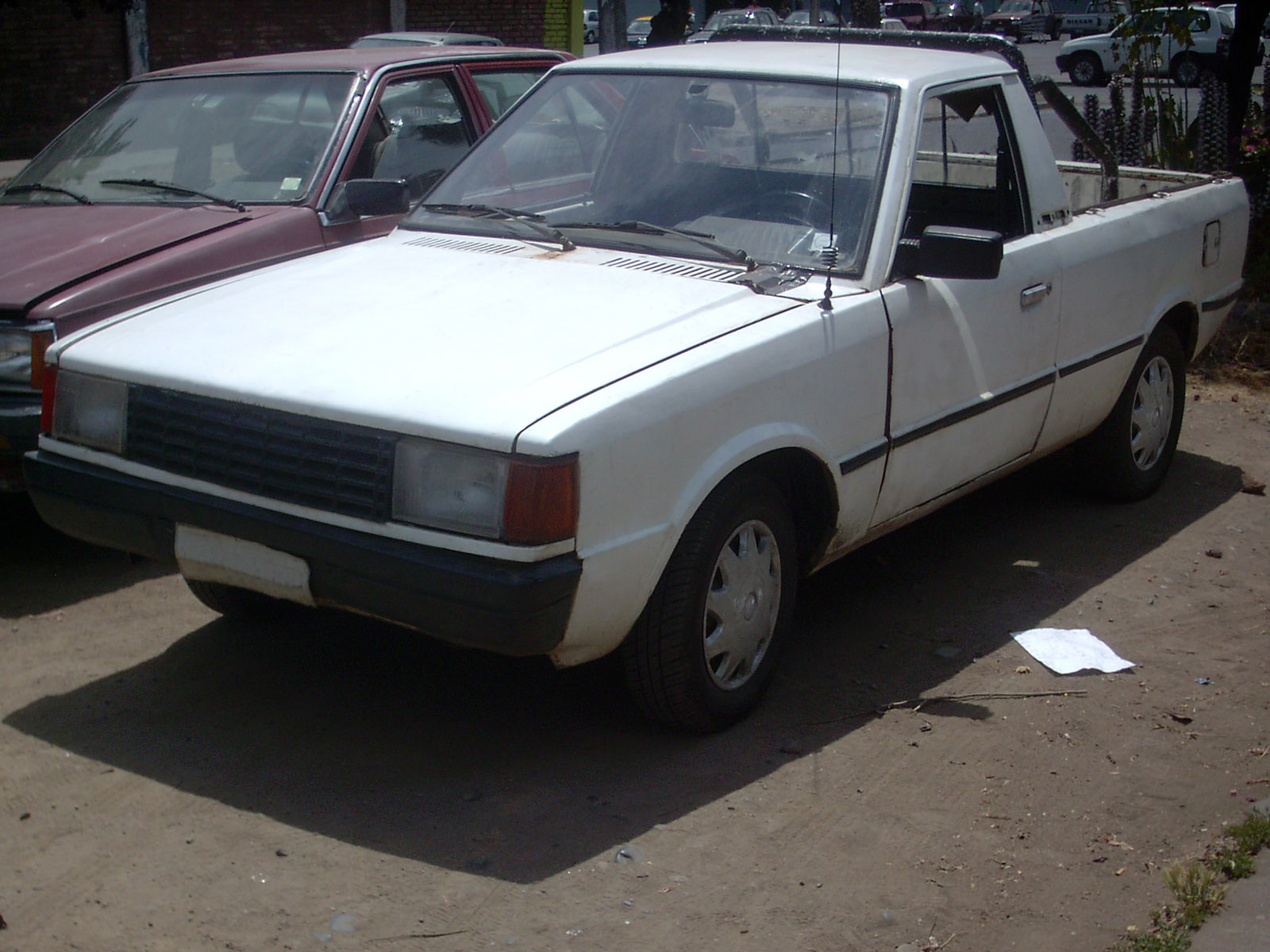
Hyundai Pony 1200 (пикап)
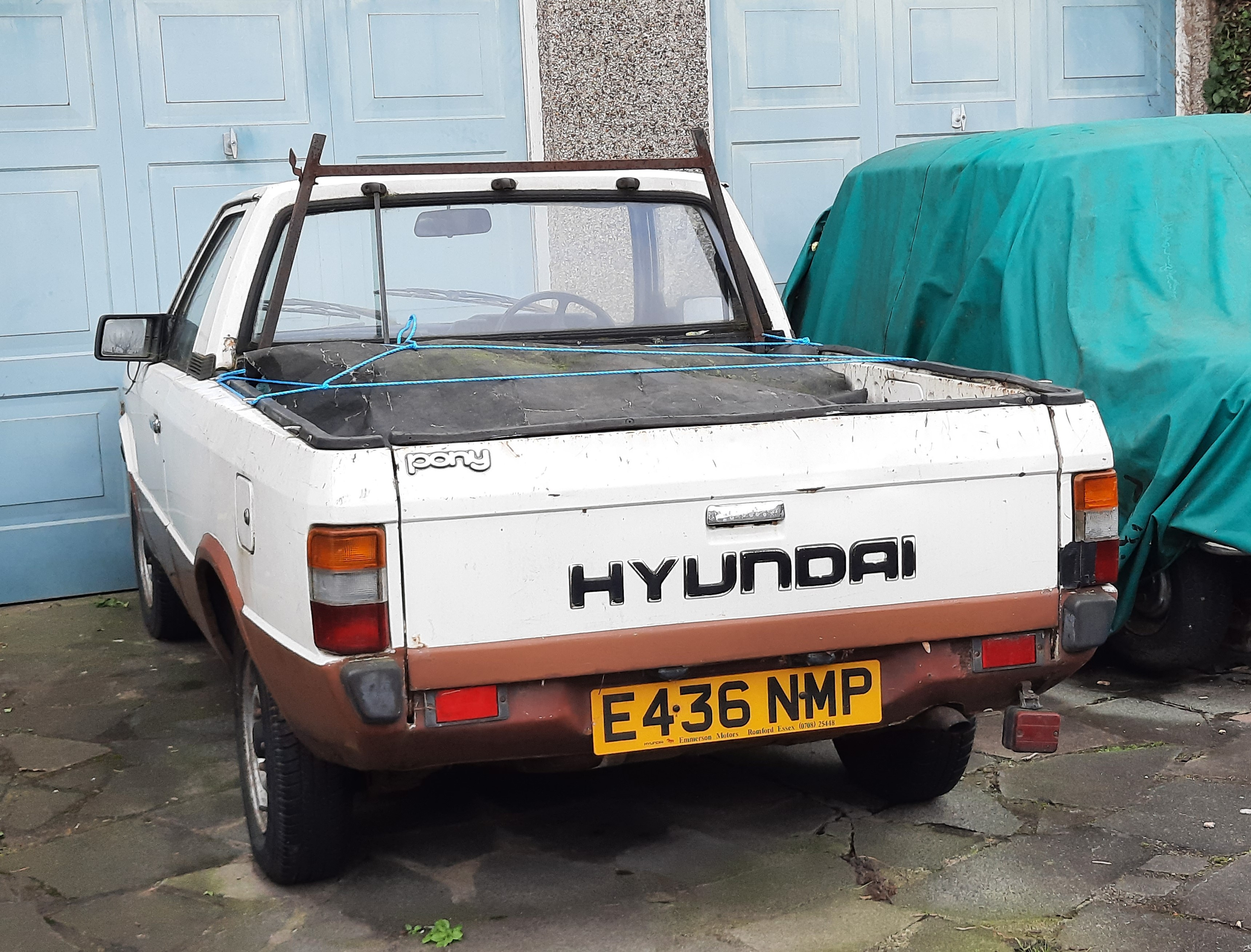
Вид сзади
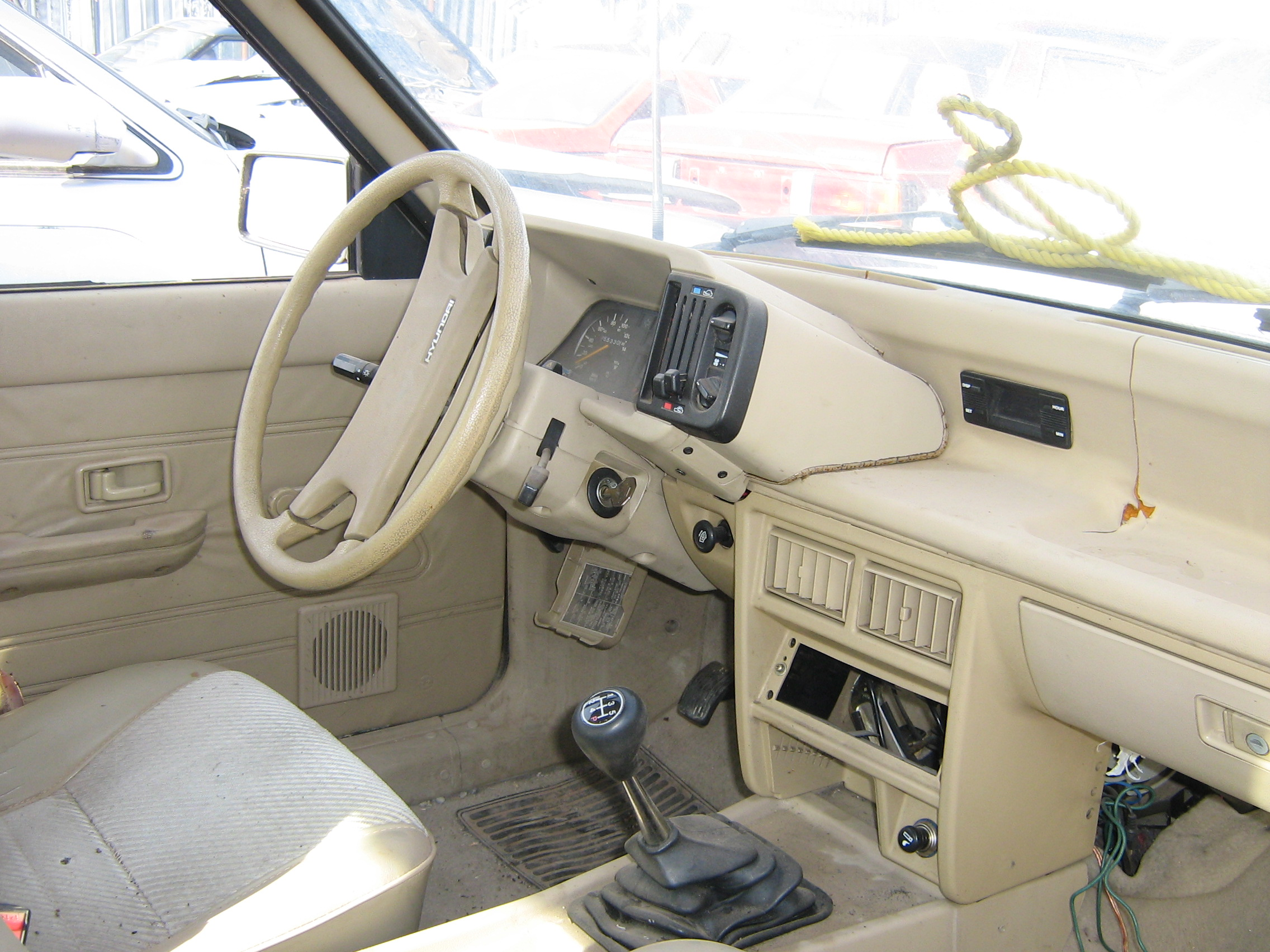
Место водителя
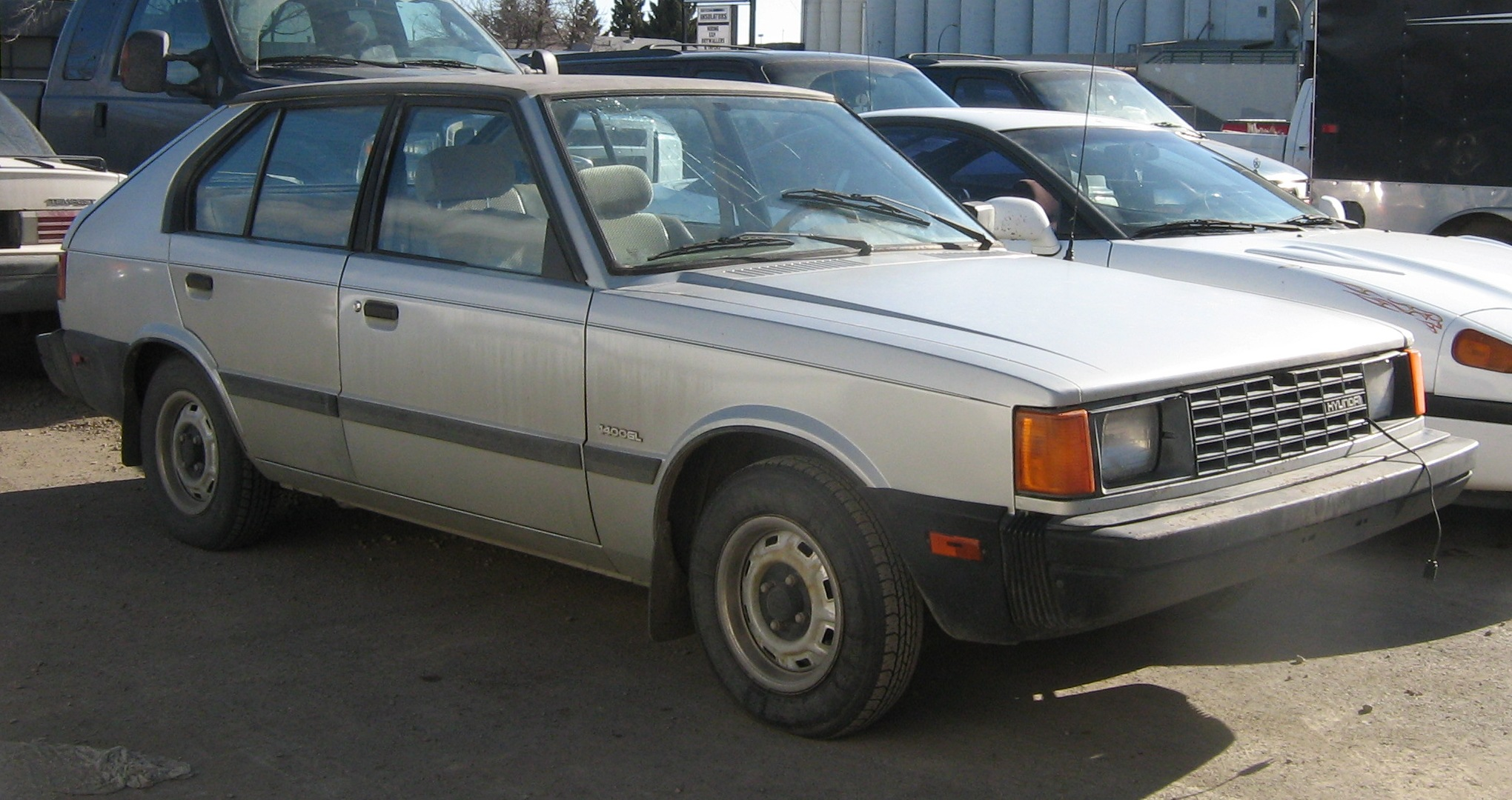
Hyundai Pony 1400 GLS
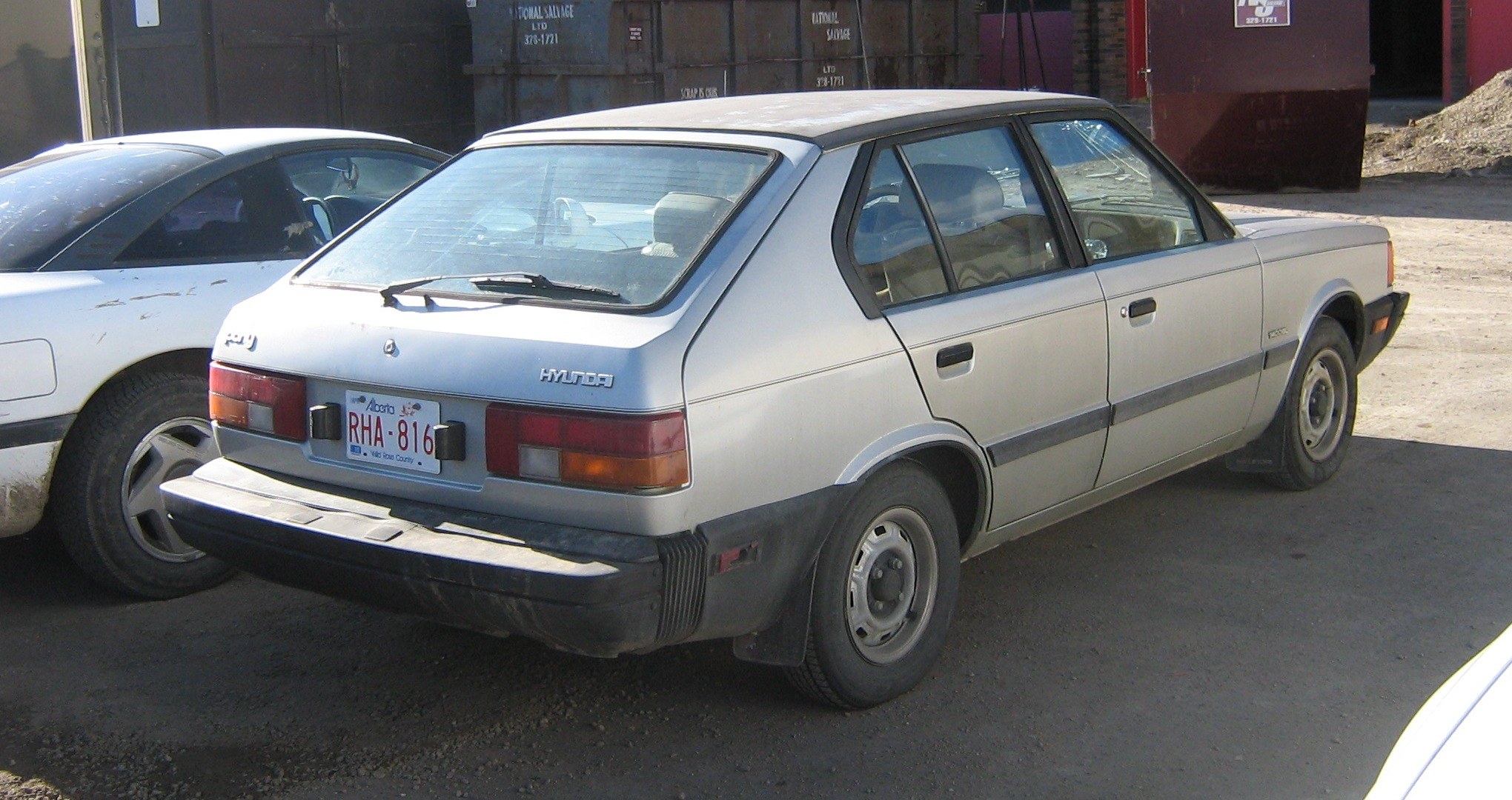
Hyundai Pony 1400 GLS

## Pony EV
Электромобиль Hyundai Pony EV производится с 2021 года на базе Hyundai Grandeur первого поколения.

### Галерея

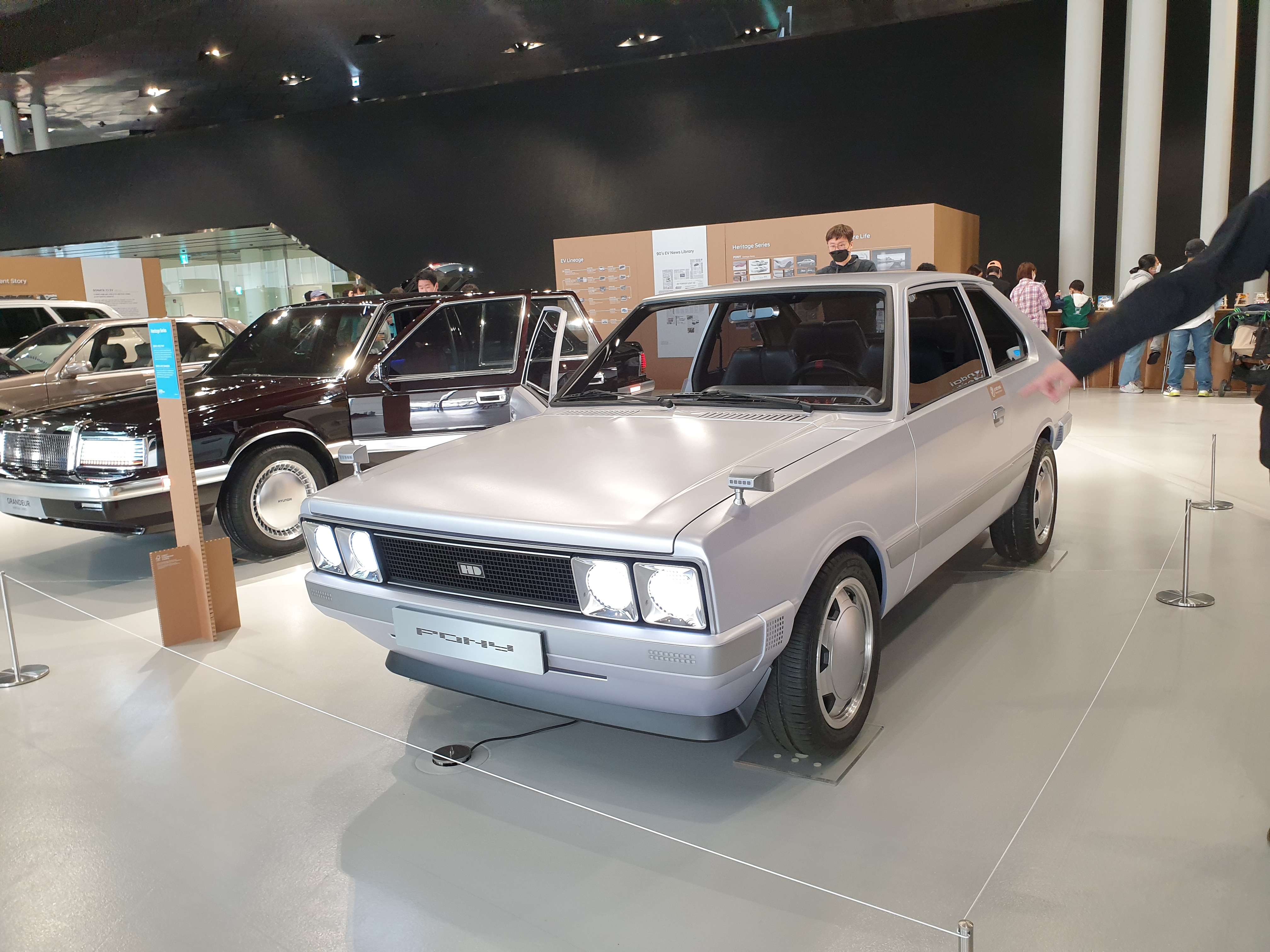
Hyundai Pony EV
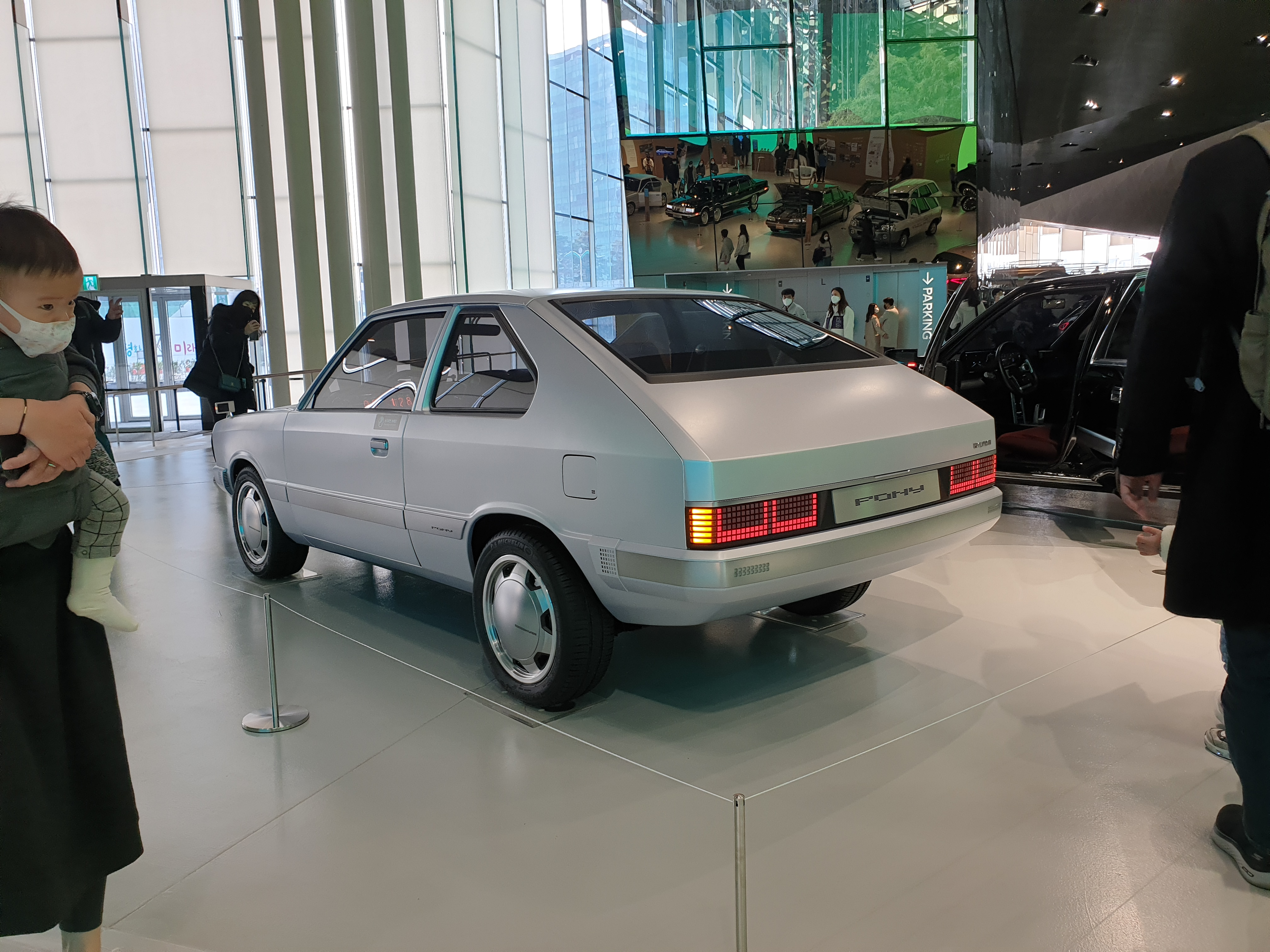
Вид сзади
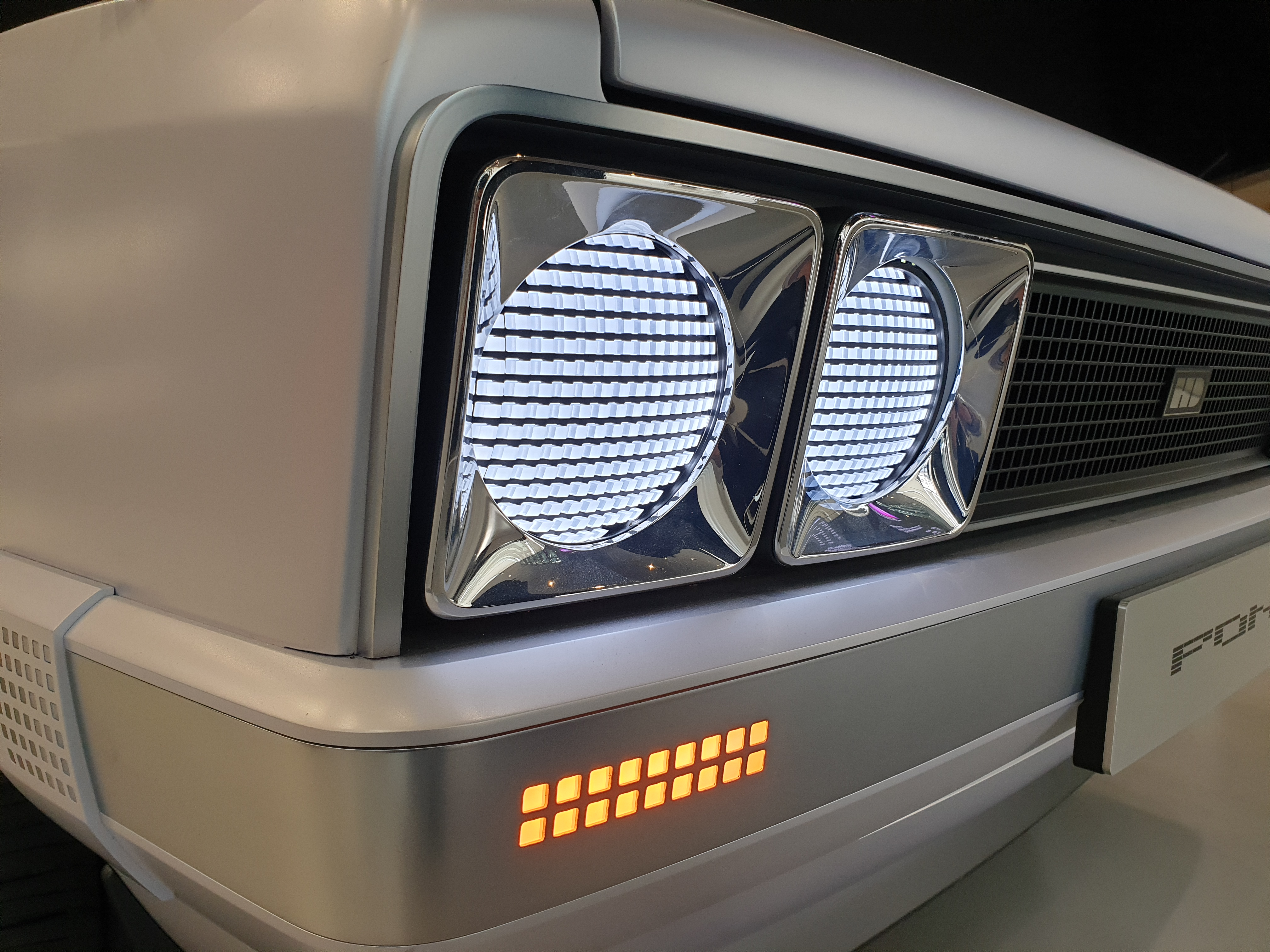
Фара
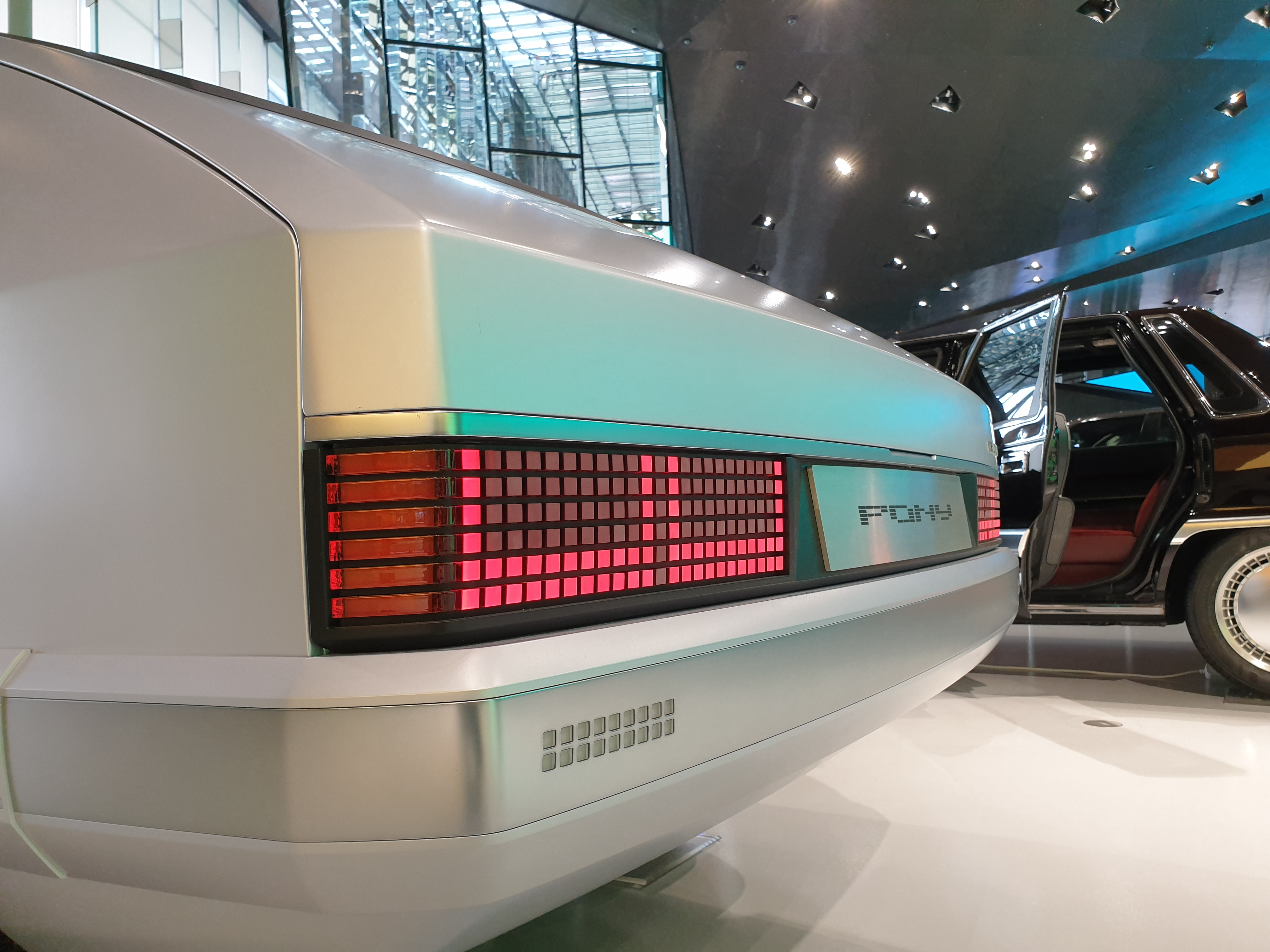
Задний фонарь
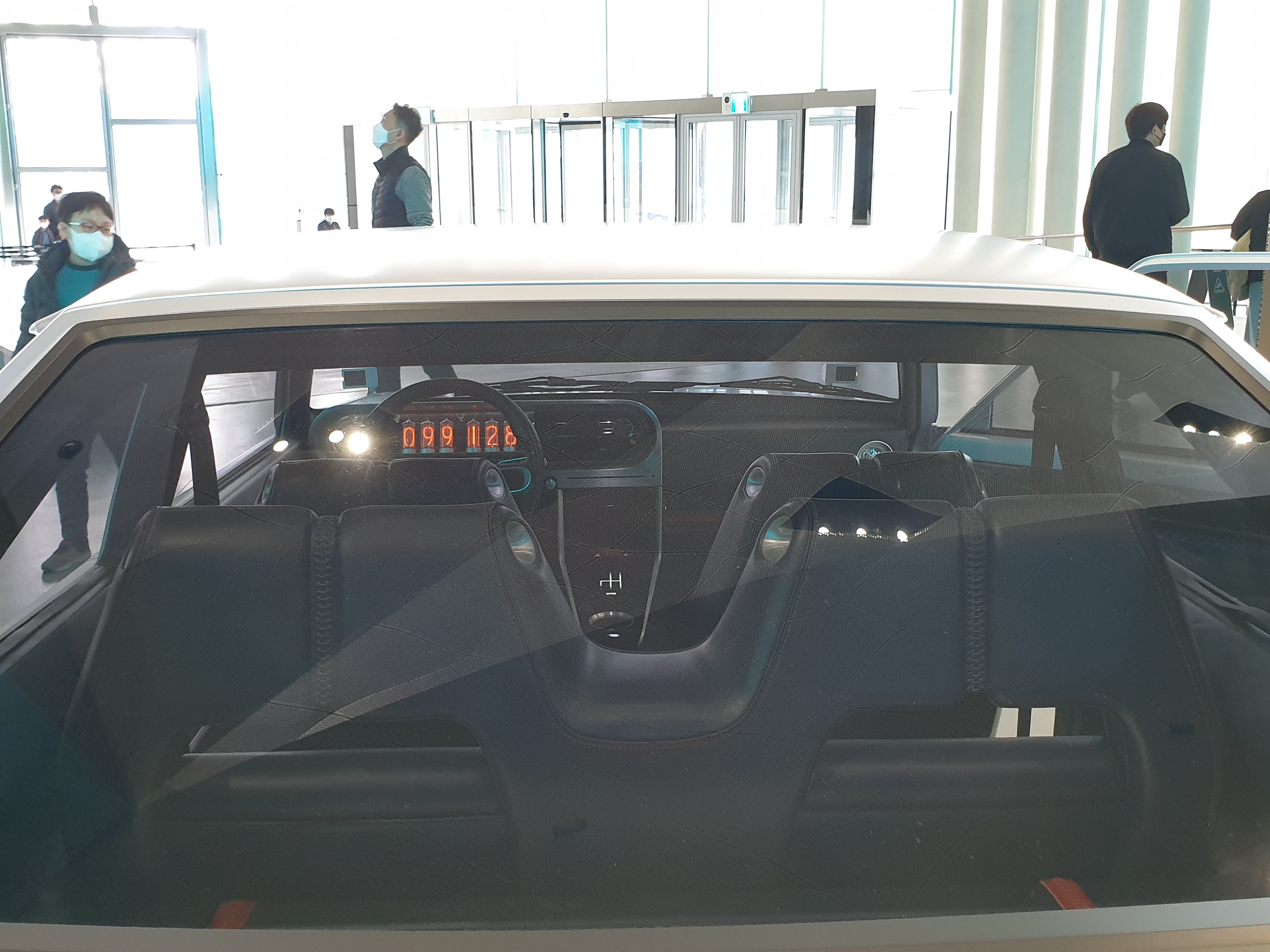
Салон и газоразрядный индикатор